# Кривуля (приток Голубой)
Кривуля (истор. Бундже, Бундсце) — река в России, находится в Калининградской области. Устье реки находится в 5 км по правому берегу реки Голубая. Длина реки составляет 11 км, площадь водосборного бассейна — 33,5 км².

## Данные водного реестра
По данным государственного водного реестра России относится к Балтийскому бассейновому округу, водохозяйственный участок реки — Преголя. Относится к речному бассейну реки Неман и рекам бассейна Балтийского моря (российская часть в Калининградской области).
Код объекта в государственном водном реестре — 01010000212104300010268.

## Топографическая карта
- Лист карты N-34-56 Черняховск. Масштаб: 1 : 100 000. Состояние местности на 1980 год. Издание 1987 г.